# Plaine des Mbo
La plaine des Mbo constitue une zone plane dont l’altitude est de 7 à 800 m à l'ouest du Cameroun.  

## Geographie
Elle est drainée du Nord vers le Sud par le fleuve Nkam. Des manifestations volcaniques  récentes ont gêné considérablement la sortie des eaux de la plaine, et une bonne partie  de celle-ci est occupée par un vaste marais. Le Nkam limite la plaine au sud. 
La limite ouest et nord - ouest est constituée par le massif du Manengouba (2 396 m) qui se prolonge vers le nord - ouest par une falaise de roches métamorphiques, ligne de hauteurs volcaniques en direction des Monts Bamboutos (2 700 m). La limite Est, en direction du plateau Bamiléké, est constituée par un escarpement haut de 700 m. Le  bord du plateau est profondément découpé par les vallées de rivière fortement encaissées  comme la Menoua, la Metchié etc. Elles coulent d’abord à la surface du plateau et descendent brutalement dans les vallées, remplies de sédiments arrachés aux massifs voisins. L’action érosive de ces rivières a isolé des  massifs allongés ou de formes variées au sud -est de la plaine .

### Faune et flore
Les sols de la Plaine des Mbo sont formes sur des alluvions et colluvions. L’altitude de la plaine varie de 700 a 730 m. Un barrage 
volcanique entrave le drainage de la plaine